# Splatterhouse (серия игр)
Splatterhouse — серия видеоигр. Первая игра серии появилась на аркадных автоматах в 1988 году, после чего была портирована на многие домашние компьютеры и консоли тех лет, включая и PC. В дальнейшем вышли ещё 3 сиквела: Splatterhouse: Wanpaku Graffiti, Splatterhouse 2 и Splatterhouse 3. В 2010 году вышел ремейк первой части с тем же названием — Splatterhouse.

## Описание
Серия рассказывает историю парня по имени Рик, который во время грозы укрылся со своей девушкой в заброшенном доме, где её похитил безумный Доктор Уэст, а на Рика натравил множества монстров, мутантов, зомби и прочих упырей. Рик находит «Маску Террора», надев которую он превращается в сильное существо. Используя это проклятие во благо, он пробивается к возлюбленной через толпы монстров. Дальнейшие части серии развивают эту сюжетную линию, вплоть до борьбы с самим проклятием.

## Список игр
- Splatterhouse — первая игра серии, вышедшая в 1988 году на аркадных автоматах, впоследствии портированная на TurboGrafx-16, FM Towns, PC и Virtual Console.
- Splatterhouse 2 — вторая часть игры, вышедшая в 1992 году для консоли Sega Mega Drive. После была портирована на Virtual Console.
- Splatterhouse 3 — третья часть в серии, вышедшая в 1993 году для консоли Sega Mega Drive.
- Splatterhouse: Wanpaku Graffiti — отдельная игра, вышедшая второй после оригинала. Игра вышла также в 1988 году, эксклюзивно для платформы Famicom.
- Splatterhouse — ремейк оригинальной игры, вышедший в 2010 году для Xbox 360 и PlayStation 3.